# Татауров, Олег Станиславович
Олег Станиславович Татауров (род. 23 августа 1972) – советский и  российский фигурист и тренер. Бронзовый призёр Универсиады в Саппоро.   Он представлял Россию на зимних Олимпийских играх 1994 года, где  занял 11-е место.

## Биография
Татауров родился 23 августа 1972 года в Ленинграде. Кататься начал в шестилетнем возрасте. Воспитанник Алексея Мишина.
Татауров взял бронзу в 1990 году на Международном Гран-при  Сен-Жерве и серебро год спустя. Он выиграл бронзовую медаль на Зимней Универсиаде 1991 года для Советского Союза.  После его распада он представлял Россию. Олег выиграл несколько российских национальных медалей и был выбран для участия в зимних Олимпийских играх 1994 года в Лиллехаммере.  Он завершил соревнования на 11-м место, заняв пятое  в короткой программе и лишь 13-е в произвольной.   Участник чемпионатов Европы (1993–1995) и мира (1993–1994)
В настоящее время Татауров работает тренером в питерском СК «Юбилейный» в группе Мишина. Среди его учеников: Софья Самодурова, Александра Бойкова, Дмитрий Козловский, Александр Петров, Пётр Гуменник, Андрей Лазукин, Алексей Красножон, Алина Супьян, Владислав Дикиджи.